# Myeong-dong
Myeong-dong là một phường trong Jung-gu, Seoul, Hàn Quốc giữa Chungmu-ro, Eulji-ro, và Namdaemun-ro. Phường này có diện tích 0,91 km ² với dân số 2.986 người và chủ yếu là một khu vực thương mại.
Myeongdong là một trong những khu mua sắm chính của Seoul với các trung tâm mua sắm và cửa hàng bán lẻ các mặt hàng thương hiệu quốc tế. Đối với những người trẻ, đây là khu vực đặc biệt với trung tâm thời trang và cuộc sống về đêm. Myeongdong là phố mua sắm có giá thuê sàn đắt tiền thứ chín thế giới. Myeongdong có bốn cửa hàng bách hóa lớn: Migliore, Lotte Department Store, Avatar, và cao Harriet.
Đây là trung tâm dịch vụ lớn về tài chính và chứng khoán. Một số hãng bảo hiểm lớn, dịch vụ tài chính công ty, và các công ty đầu tư có trụ sở chính tại Myeongdong bao gồm Citibank, SK Tổng công ty, Kookmin Bank, Korea Exchange Bank, Lone Star Quỹ, Sumitomo Mitsui Banking Corporation, AIG Bảo hiểm Hàn Quốc, Ngân hàng Hana, và HSBC. trung tâm tài chính của Seoul được chia giữa ở đây và ở Yeouido, nơi Sở giao dịch chứng khoán Hàn Quốc đóng trụ sở.
Myeongdong là có toà Đại sứ quán Trung Quốc, trụ sở YWCA, toà nhà UNESCO, và nhà thờ chính toàn Myeongdong - nhà thờ Công giáo lâu đời nhất tại Hàn Quốc. các cuộc biểu tình chính trị đôi khi có thể được nhìn thấy ở đây.
Phần phía nam của Myeongdong được phục vụ bởi một Ga Myeong-dong Tàu điện ngầm vùng thủ đô Seoul tuyến 4, trong khi khu vực phía Bắc là gần hơn với nhà ga Euljiro 1.